# Spyzer
Spyzer é um projeto brasileiro de música eletrônica formado em 2002 por 4 músicos de Londrina, Jay (bateria, vocal e sintetizador), Lhux (guitarra, violão e produção visual), Andy (vocal e sintetizador) e Rick (Instrumentos de sopro e percussão).
Inicialmente a banda se chamava Black Tie e não tocava música eletrônica. Foi a partir de 2005 que o grupo se focou nesta área e mudou o nome de "Black Tie" para "Spyzer". O nome atual do grupo tem origem na palavra em inglês spider (aranha em português), como uma alusão aos inúmeros fios que eles usam nos shows, e que também ilustram a capa e o encarte de seu álbum.
Em 2009 o grupo lançou o álbum I feel so free e a música "I feel so free", que da nome ao álbum e que fez sucesso rapidamente, integrando várias coletâneas de música eletrônica, bem como Skol Sensation 2009, 7 Melhores da Jovem Pan, Planeta DJ e Spirit of London White, sendo também trilha sonora das novelas Viver a Vida (Globo) e Uma Rosa com Amor (SBT), rendendo ao grupo vários prêmios de música em categorias relacionadas a música eletrônica.

## Prêmios
- Prêmio Jovem Brasileiro 2009, categoria: "Revelação música eletrônica".[5]
- DJ Sound Awards 2010, categoria: "single nacional", com o hit "Hey You".[6]